# Döbern
Döbern (em baixo sorábio: Derbno) é um município da Alemanha, situado no distrito de Spree-Neiße, no estado de Brandemburgo. Tem 15,73 km² de área, e sua população em 2019 foi estimada em 3.181 habitantes.